# Gram.pl
gram.pl — польський інтернет-ресурс, присвячений відеоіграм та технічній допомозі. Почав свою роботу восени 2005 року завдяки компанії CD Projekt Investment. При ньому також діє власний форум і інтернет-магазин відеоігор.
На думку Alexa Internet, «gram.pl» є третім найбільш відвідуваним інтернет-ресурсом про відеоігри у Польщі.
Штаб-квартира розташована у Варшаві на вулиці Ягеллонській, будинок 74. Поштовий код: 03-301.